# Partamaspades de Pàrtia
Partamaspades (o Partamaspates) va ser rei de Pàrtia del 116 al 117 i d'Osroene del 118 al 123.
Algunes fonts el fan fill d'Osroes I però podria ser que fos net de Pacoros II de Pàrtia i fill d'Axidares d'Armènia.
Va viure quasi sempre a Roma com a exiliat o com a ostatge. L'any 114 va acompanyar a l'emperador Trajà a la campanya que va iniciar per annexionar Pàrtia a l'Imperi Romà, però el 116 va decidir establir un rei titella. Partamaspades va venir d'Armènia i només entrar en territori part ja va ser proclamat rei, i Trajà el va coronar. El rei Osroes I havia fugit de Ctesifont i va poder entrar–hi sense problemes.
Però mort Trajà el seu successor Hadrià va decidir evacuar la regió (117). Els suports, ja poc importants del rei, es van capgirar de seguit i Partamaspades va fugir a territori romà, a Osroene, mentre Osroes I recuperava Ctesifont.
Hadrià com a compensació li va donar el regne vacant d'Osroene (118) però va haver de compartir el poder amb Yalur que representava el partit part, fins que el 122 va quedar sol, però el 123 el regne va passar altre cop als abgàrides (la dinastia local).